# Vladimír Hrubý
Vladimír Hrubý (20. března 1924 Praha – 30. července 1986 Praha) byl český komediální herec.
Vladimír Hrubý byl mj. poměrně často obsazován do různých komediálně laděných rolí ve filmu a v televizi.

## Filmografie
- Posel úsvitu (1950)
- Dnes večer všechno skončí (1954)
- Direktiva (1955)
- Ztracená stopa (1955)
- Zaostřit, prosím! (1956)
- Bomba (1957)
- Malí medvědáři (1957)
- Zářijové noci (1957)
- Dnes naposled (1958)
- Hry a sny (1958)
- Mezi nebem a zemí (1958)
- O lidech před pultem a za ním II. (1958)
- Ruka ruku neumyje (1958)
- Zde jsou lvi (1958)
- Dařbuján a Pandrhola (1959)
- Konec cesty (1959)
- První a poslední (1959)
- Vstup zakázán (1959)
- Zpívající pudřenka (1959)
- Chlap jak hora (1960)
- Ledoví muži (1960)
- Páté oddělení (1960)
- Zlé pondělí (1960)
- Florián (1961)
- Potíže s kulturou (1961)
- Procesí k panence (1961)
- Dva z onoho světa (1962)
- Klíč (TV film, 1962)
- Pražské blues (1963)
- Smutný půvab (TV film, 1963)
- Šach mat (TV film, 1963)
- Dobrá rada je nad zlato (1964)
- 5 milionů svědků (1965)
- Volejte Martina (1965)
- Autorevue (TV film, 1966)
- Dýmky (1966)
- Flám (1966)
- Martin a červené sklíčko (1966)
- Martin a devět bláznů (1966)
- Poklad byzantského kupce (1966)
- U telefonu Martin (1966)
- Když má svátek Dominika (1967)
- Na shledanou (1967)
- Zločin a trik II. (TV film, 1967)
- Bouřka (TV film) (1968)
- Maratón (1968)
- Na Žižkově válečném voze (1968)
- Objížďka (1968)
- Slasti Otce vlasti (1969)
- Utrpení mladého Boháčka (1969)
- Zabil jsem Einsteina, pánové… (1969)
- Pan Tau (TV seriál) (1969)
- Pane, vy jste vdova! (1970)
- Fantom operety (TV seriál) (1970)
- Na kometě (1970)
- Pan Tau a Claudie (1970)
- Lupič Legenda (1972)
- Pan Tau to zařídí (1972)
- Noc na Karlštejně (1973)
- Hroch (1973)
- Televize v Bublicích aneb Bublice v televizi (1974)
- Muž z Londýna (1974)
- O Emínce a Havlíčkovi (TV film, 1974)
- Za volantem nepřítel (1974)
- Cirkus v cirkuse (1975)
- Marečku, podejte mi pero! (1976)
- Náš dědek Josef (1976)
- Zítra to roztočíme, drahoušku…! (1976)
- Adéla ještě nevečeřela (1977)
- Ať žijí duchové! (1977)
- Což takhle dát si špenát (1977)
- Já to tedy beru, šéfe...! (1977)
- Floriánkovo štěstí (TV film, 1977)
- Pan Tau a kouzelnice (TV film, 1977)
- Já už budu hodný, dědečku! (1978)
- Pan Vok odchází (1979)
- Historky z Ražické bašty (TV film, 1979)
- Co je doma, to se počítá, pánové... (1980)
- Eva, Eva (1980)
- Křtiny (1981)
- V podstatě jsme normální (1981)
- Velká sázka o malé pivo (TV film, 1981)
- Srdečný pozdrav ze zeměkoule (1982)
- Příště budeme chytřejší, staroušku (1982)
- Šéfe, to je věc! (TV film, 1982)
- Lekár umierajúceho času (TV seriál) (1983)
- Perníkový dědek (TV film, 1983)
- Stav ztroskotání (1983)
- Třetí skoba pro Kocoura (1983)
- Tři veteráni (1983)
- Fešák Hubert (1984)
- S čerty nejsou žerty (1984)
- Šéfe, jdeme na to! (TV film, 1984)
- Šéfe, vrať se! (TV film, 1984)
- Páni Edisoni (1987)